# Życie osobiste (film)
Życie osobiste (ros. Частная жизнь) – radziecki film dramatyczny z 1982 roku w reżyserii Julija Rajzmana. 

## Obsada
- Michaił Uljanow jako Siergiej Nikiticz Abrikosow
- Ija Sawwina jako Natalja Iliniczna, żona Abrikosowa

## Nagrody
- 1983: Wszechzwiązkowy Festiwal Filmowy – Główna nagroda (Julij Rajzman)
- 1983: Nagroda Państwowa ZSRR (Tatjana Łapszyna)
- 1983: Nagroda Państwowa ZSRR (Julij Rajzman)
- 1983: Nagroda Państwowa ZSRR (Ija Sawwina)
- 1983: Nagroda Państwowa ZSRR (Michaił Uljanow)
- 1983: Międzynarodowy Festiwal Filmowy w Berlinie – Uczestnictwo w programie «Panorama» (Julij Rajzman)
- 1982: Międzynarodowy Festiwal Filmowy w Wenecji – Nagroda "Złoty Lew" (Julij Rajzman)
- 1982: Międzynarodowy Festiwal Filmowy w Wenecji – Nagroda dla najlepszego aktora (Michaił Uljanow)
- 1982: Nagroda "Oscar" Amerykańskiej Akademii Sztuki Filmowej – Nominacja do nagrody dla najlepszego filmu zagranicznego (Julij Rajzman)[1]